# East Rail Line (métro de Hong Kong)
La ligne du Réseau Est  est une ligne du métro de Hong Kong. Elle traverse 14 stations de métro différentes.
La ligne relie la station Hung Hom au Sud de la péninsule de Kowloon à deux stations proches de la frontière avec Shenzhen.
C'est la seule ligne du métro hongkongais à être dotée de rames disposant de 9 voitures dont une de 1ère classe. Pour y accéder, il faut acheter un ticket spécial 1ère classe ou valider sa carte Octopus sur des valideurs se trouvant sur les quais et à l'intérieur des rames à l'intercirculation entre les deux voitures jouxtant celle de 1ère classe.

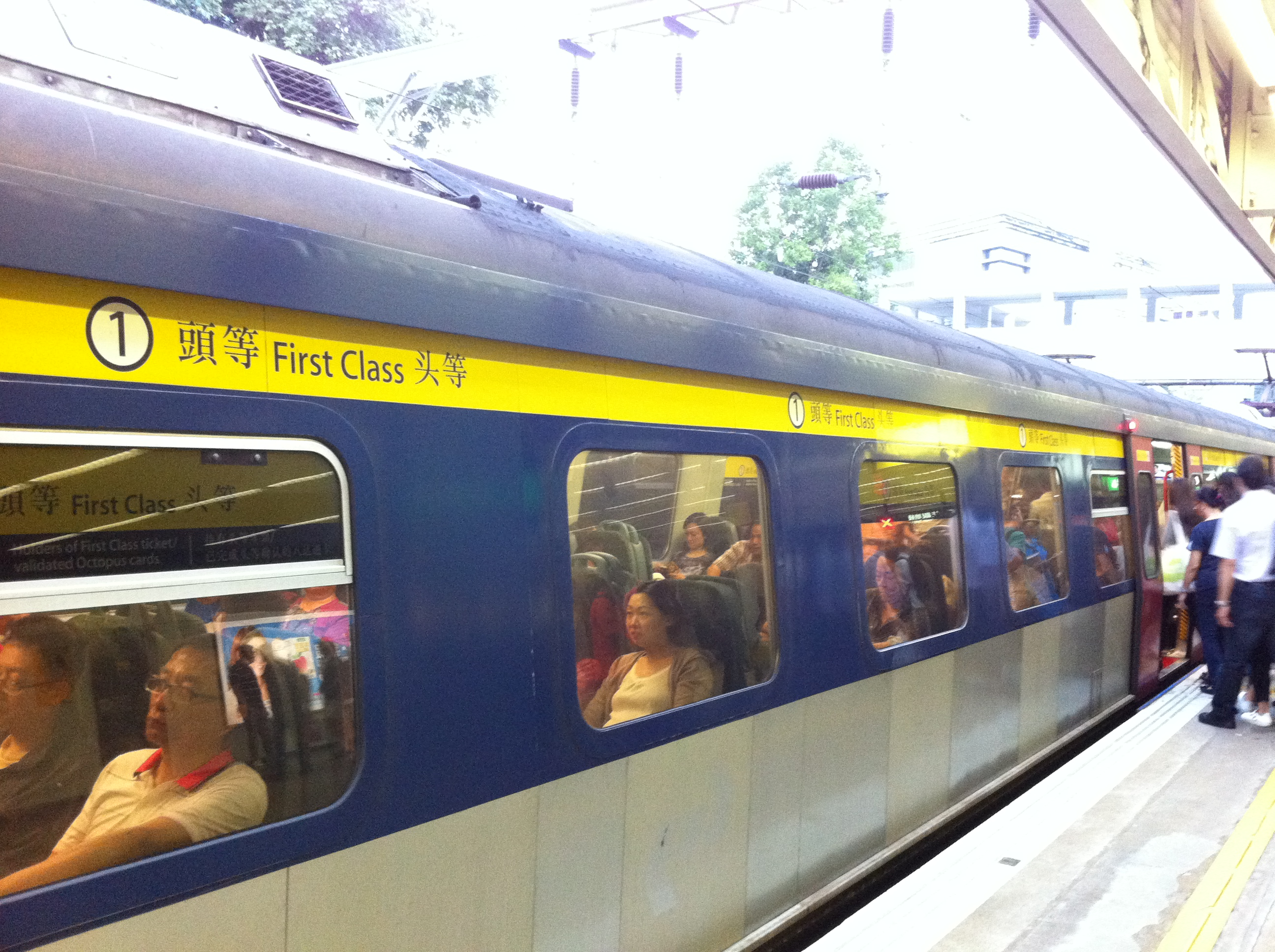
Voiture de 1ère classe.